# Kuanghe (sockenhuvudort i Kina, Hubei Sheng, lat 30,70, long 115,56)
Kuanghe (kinesiska: 匡河) är en sockenhuvudort i Kina. Den ligger i provinsen Hubei, i den centrala delen av landet, omkring 120 kilometer öster om provinshuvudstaden Wuhan. Antalet invånare är 59 270. Befolkningen består av 27 696 kvinnor och 31 574 män. Barn under 15 år utgör 12,0 %, vuxna 15-64 år 77 %, och äldre över 65 år 9,0 %.
Runt Kuanghe är det tätbefolkat, med 297 invånare per kvadratkilometer. Närmaste större samhälle är Fengshan, 18,1 km nordväst om Kuanghe. Trakten runt Kuanghe består till största delen av jordbruksmark.
Genomsnittlig årsnederbörd är 1 917 millimeter. Den regnigaste månaden är juli, med i genomsnitt 301 mm nederbörd, och den torraste är december, med 52 mm nederbörd.